# (100138) 1993 SN14
(100138) 1993 SN14 es un asteroide perteneciente al cinturón de asteroides, descubierto el 16 de septiembre de 1993 por Henri Debehogne y el también astrónomo Eric Walter Elst desde el Observatorio de La Silla, Chile.